# Edmund Hansen (Radsportler)
Edmund Carl Marius Møller Hansen (* 9. September 1900 in Odense; † 26. Mai 1995 in Kopenhagen) war ein dänischer Bahnradsportler.
1923 wurde Edmund Hansen skandinavischer Meister über zehn Kilometer, und über einen Kilometer belegte er Platz zwei. Im Jahr darauf konnte er beide Disziplinen bei den skandinavischen Meisterschaften für sich entscheiden und wurde zudem dänischer Meister im Sprint der Amateure. Im selben Jahr startete er bei den Olympischen Spielen in Paris in drei Disziplinen: Über 50 Kilometer beendete er das Rennen nicht, in der Mannschaftsverfolgung wurde er mit Willy Falck Hansen, Erik Kjeldsen und Oscar Guldager Sechster. Im Tandemrennen errang er gemeinsam mit Falck Hansen die Silbermedaille. Als Amateur siegte er im Grand Prix Kopenhagen 1924. In 1925 wurde er erneut dänischer Meister im Sprint und gewann das Sprint-Turnier um den Grand Prix Aarhus der Amateure.